# IV (Hjálmar album)
IV är den isländska reggaegruppen Hjálmars fjärde studioalbum. Albumet släpptes år 2009.

## Låtlista
1. "Í draumi" – 3:53
2. "Lítill fugl" – 4:29
3. "Manstu" – 3:50
4. "Það sýnir sig" – 3:36
5. "Lýsi ljós" – 5:57
6. "Heyrist hverjum" – 4:10
7. "Hvert sem ég fer" – 3:50
8. "Taktu þessa trommu" – 4:13
9. "Hærra ég og þú" – 4:13
10. "Þá mun vorið vaxa" – 3:39